# 猿田彦神社
猿田彦神社（さるたひこじんじゃ）は、三重県伊勢市の伊勢神宮内宮の近くにある神社である。猿田彦大神と、その子孫の大田命を祭神とする。旧社格は無格社（社格がないという意味ではなく「無格社」という社格）で、第二次世界大戦後は別表神社となった。

## 概要
日本神話によれば、猿田彦神はニニギの天降りの先導を終えた後、伊勢の五十鈴川の川上に鎮まった。『倭姫命世記』によれば、その子孫の大田命は天照大神を祀る地として倭姫命に五十鈴川川上の地を献上した。大田命の子孫は宇治土公（うじのつちぎみ）と称し、神宮に玉串大内人として代々奉職したが、その宇治土公が邸宅内の屋敷神として祖神の猿田彦を祀っていた。明治時代に入り、神官の世襲が廃止されることになって、屋敷神を改めて神社としたのが猿田彦神社である。
猿田彦神がニニギの先導をしたということから、みちひらき・交通安全・方位除けの神社として信仰されている。
本殿は「さだひこ造り」と呼ばれる特殊な妻入造である。欄干や鳥居には八角形の柱が使用されている。5月5日の御田祭は、三重県の無形民俗文化財に指定されており、神饌として飛魚を献上する風習がある。
境内には、天降りの際に猿田彦神と応対した天宇受売命を祀る佐瑠女神社（さるめじんじゃ）が猿田彦神社の本殿に向かい合うように建っており、芸能の神として信仰されている。
玉串大内人（たまぐしおおうちんど）という職は、式年遷宮で、心御柱と御船代（みふなしろ）を造り奉るなど重要な役割をはたしてきたことから、建築の神、みちひらきの神とされる。それゆえ神棚において、猿田彦大神の御札は、道を切り開く意味を持ってお祀りする御札となるため、天照皇大神宮の御札より手前（少しずらして先導役をする）に祀る習わしになっている。

## 論争・謎
全国約2千社の猿田彦大神を祀る神社の総本社「地祗猿田彦大本宮」は鈴鹿市の椿大神社ということになっている（昭和10年内務省神社局調査）。
椿大神社の宮司は山本という名字で、猿田彦神社の宮司は宇治土公（うじつちのきみ、後にうじとこと称）という氏姓である。延暦期成立と見られる『皇太神宮儀式帳』や後三条朝までの編年記事が見える『大神宮諸雑事記』では、宇治土公は大田命の子孫であるとだけ主張しており、「児島系図」では久斯比賀多命三世孫の久斯気主命を祖とし、石部公や狛人部と同族であるとされる。ところが、鎌倉時代成立と見られる『伊勢二所皇太神宮御鎮座伝記』で突然「猿田彦大神は宇遅土公氏遠祖の神なり」と記されるようになり、『倭姫命世記』でも「猿田彦神の裔宇治土公氏の祖大田命」と主張するようになり、大田命の祖として猿田彦命が架上されたと見られる。
猿田彦神社が神宮内宮の近くにあることや、猿田彦大神を祀る各地の神社で椿大神社とつながりのある神社は少数しか存在しないことから猿田彦神社が猿田彦神を祀る神社の総本社と考える者も多い。（「椿大明神」を祭る「椿神社」は全国各地に存在している）
なお『延喜式神名帳』に記載されている「椿大神社」は、都波岐神社・奈加等神社とする説もあり論争になっている。

## 境内の画像

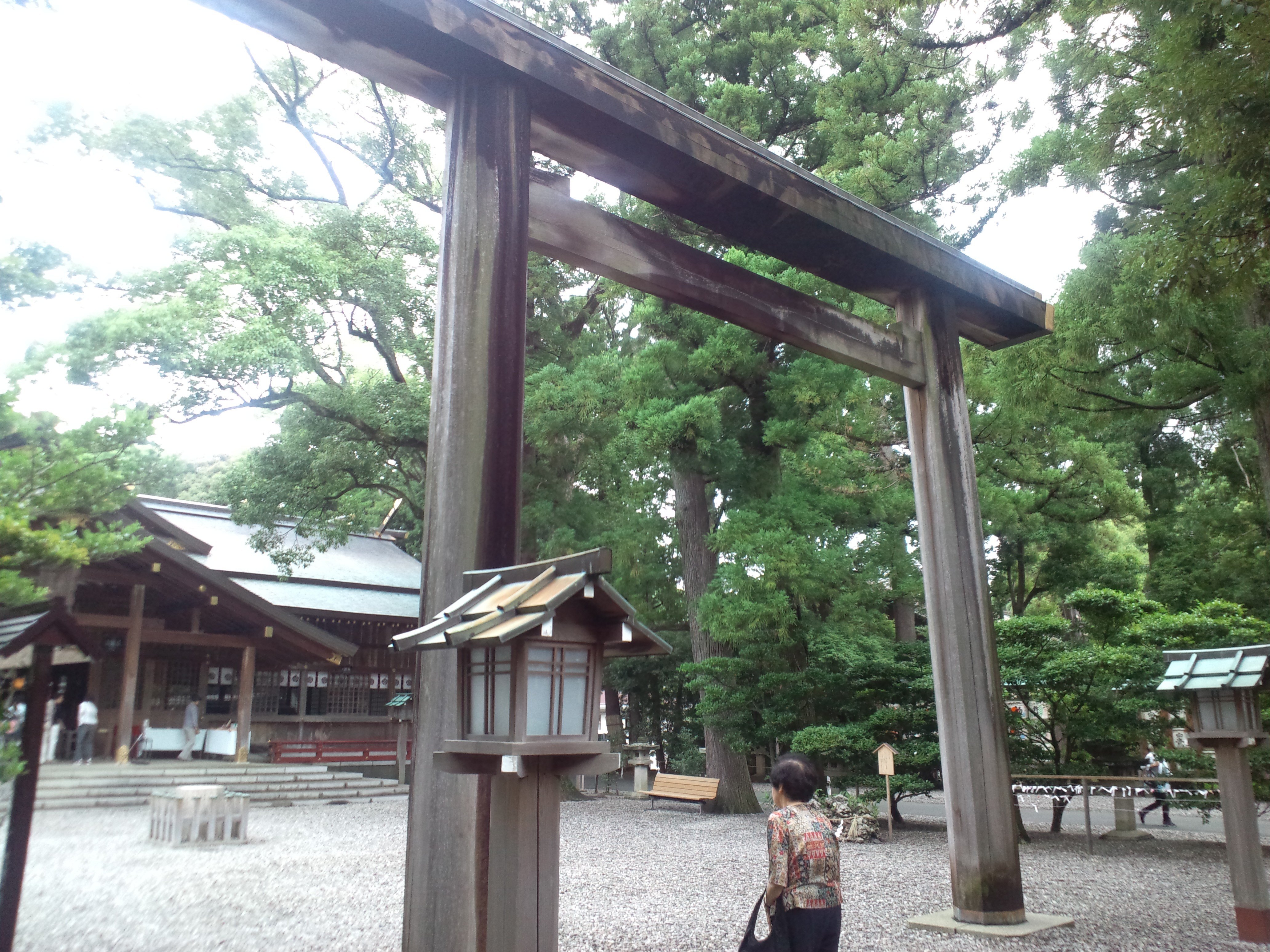
大鳥居
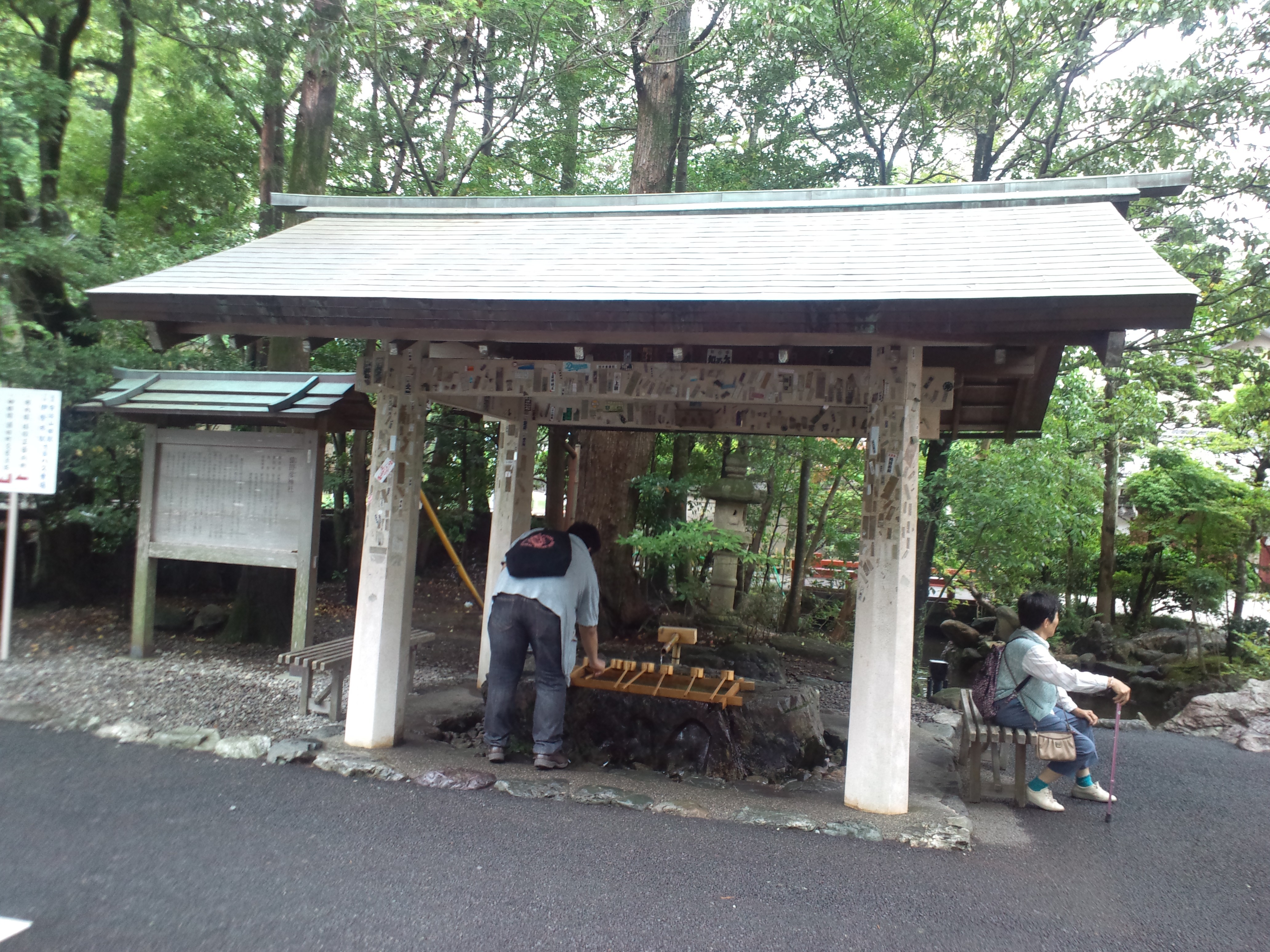
手水舎
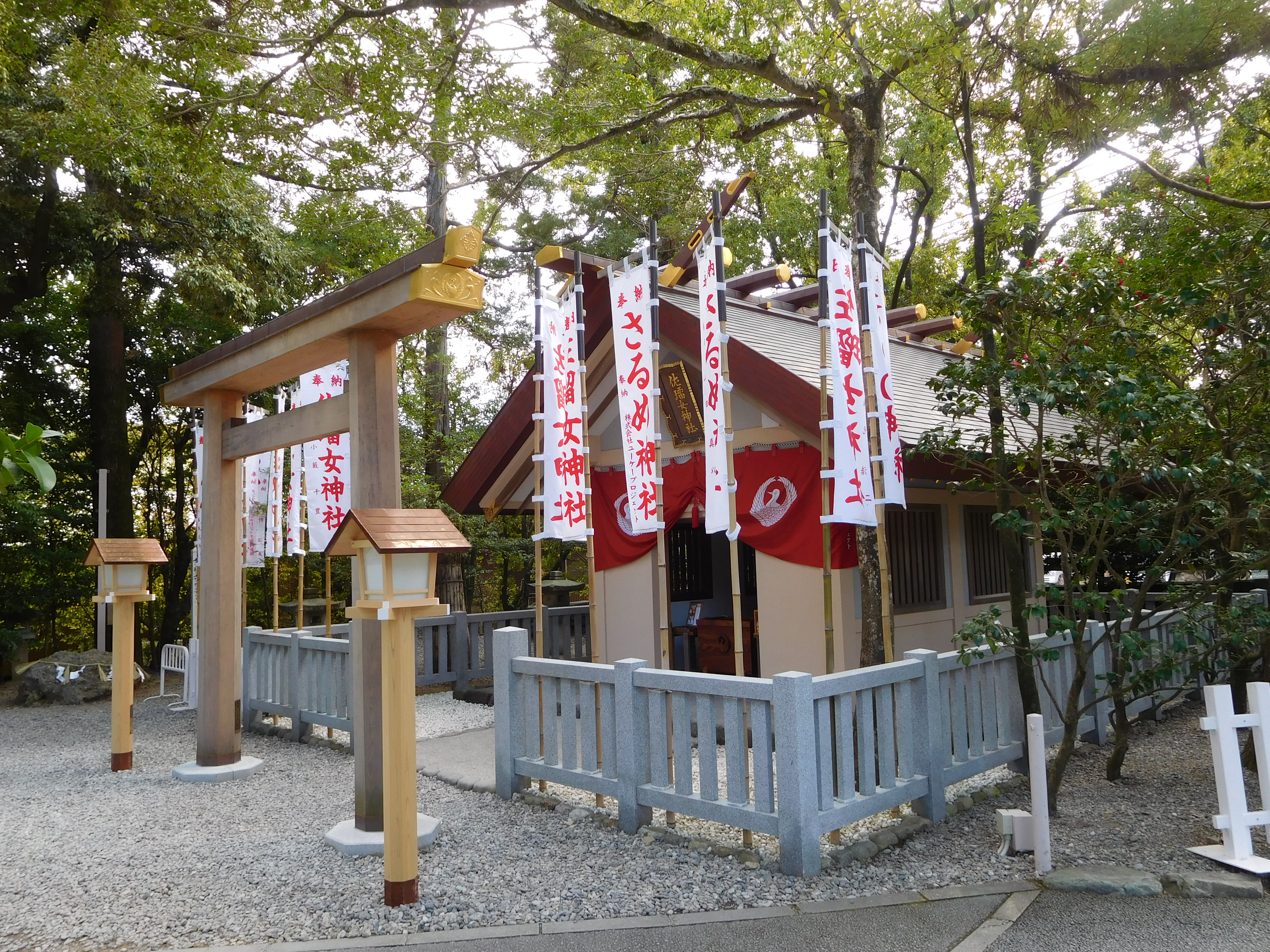
佐瑠女神社
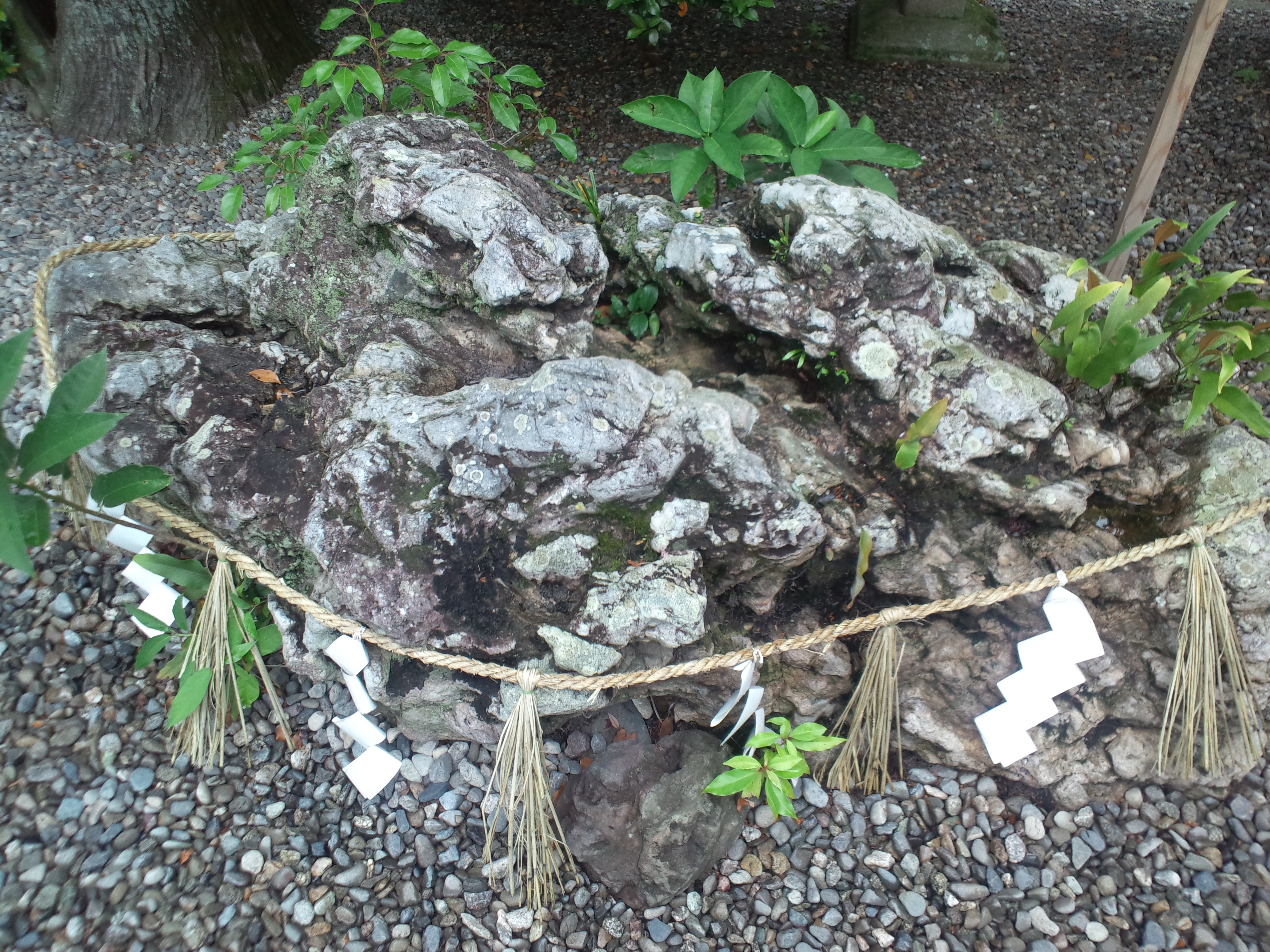
たから石
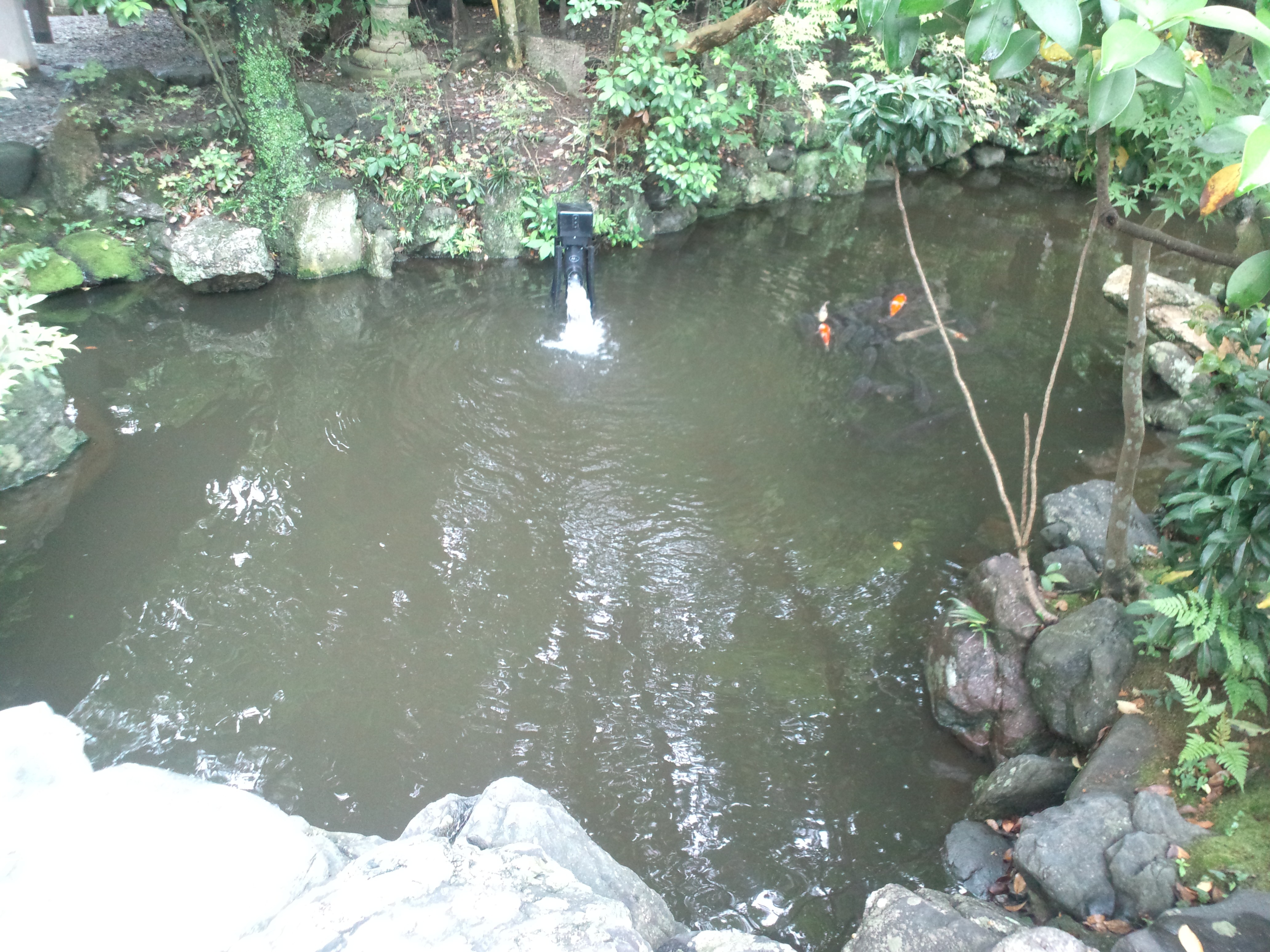
子宝池
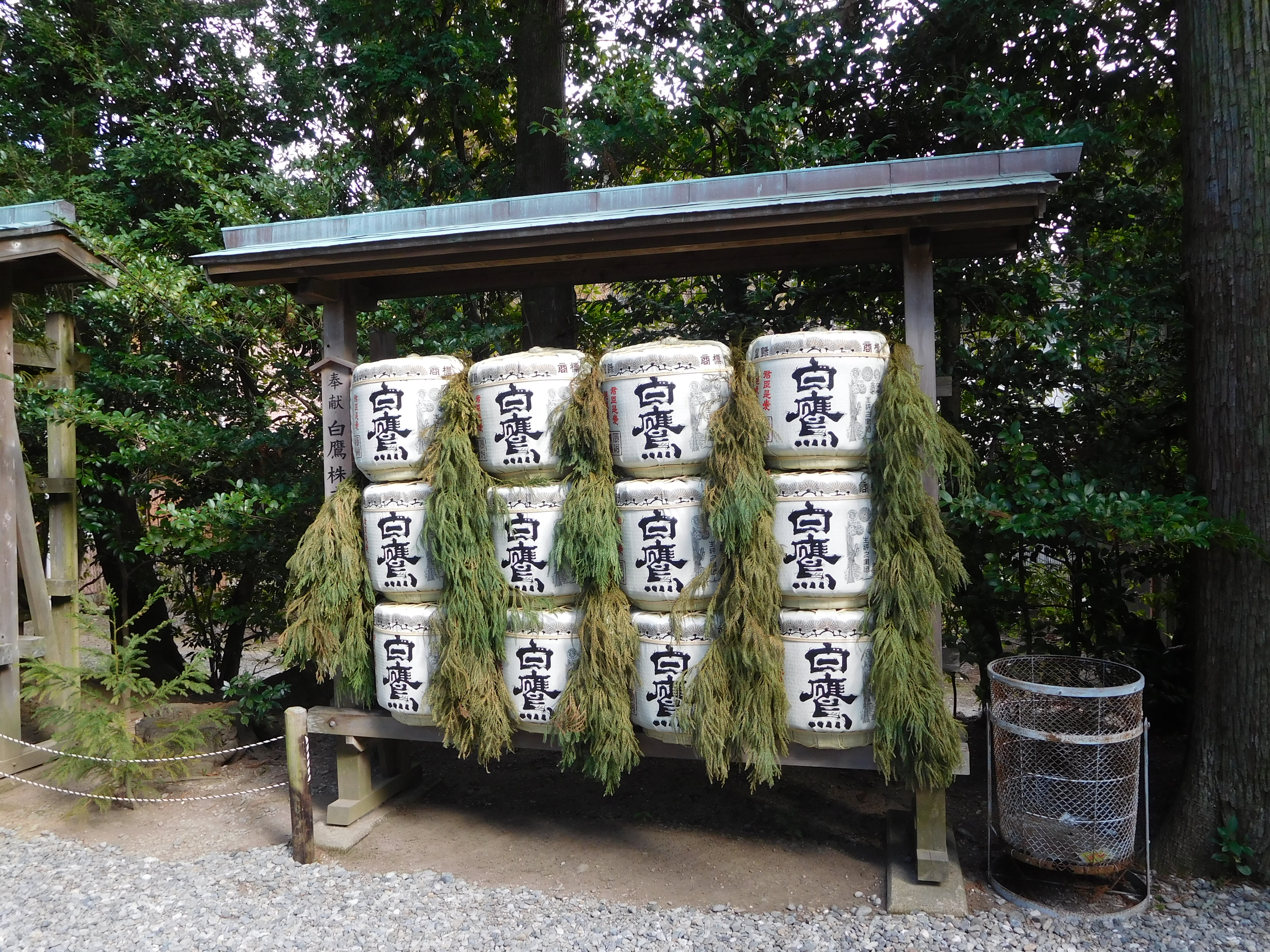
白鷹の酒樽